# پای‌انگل
پای‌انگل (به انگلیسی: Piangil) یک شهرک در استرالیا است که در ویکتوریا (استرالیا) واقع شده‌است.